# Darke megye
Darke megye az Amerikai Egyesült Államokban, azon belül Ohio államban található. Megyeszékhelye Greenville. Lakosainak száma 51 881 fő (2020. április 1.). Darke megye Mercer, Preble, Auglaize, Shelby, Miami, Montgomery, Wayne, Randolph és Jay megyékkel határos.

## Népesség
A megye népességének változása:
| Lakosok száma | 52 957 | 52 666 | 52 501 | 52 376 | 52 076 | 51 881 |
|               | 2010   | 2011   | 2012   | 2013   | 2015   | 2020   |